# Amilcar

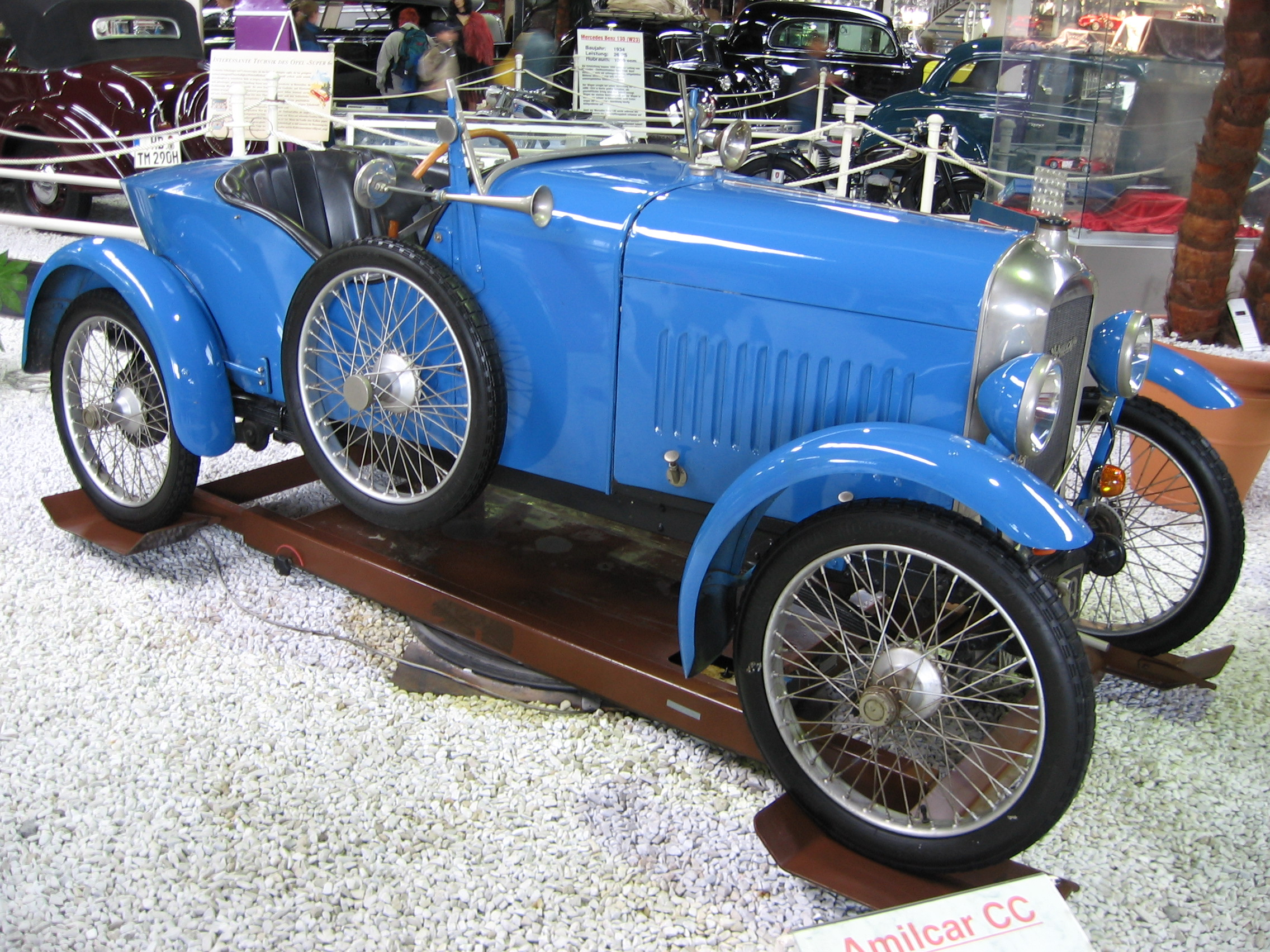
Amilcar CC (1921)

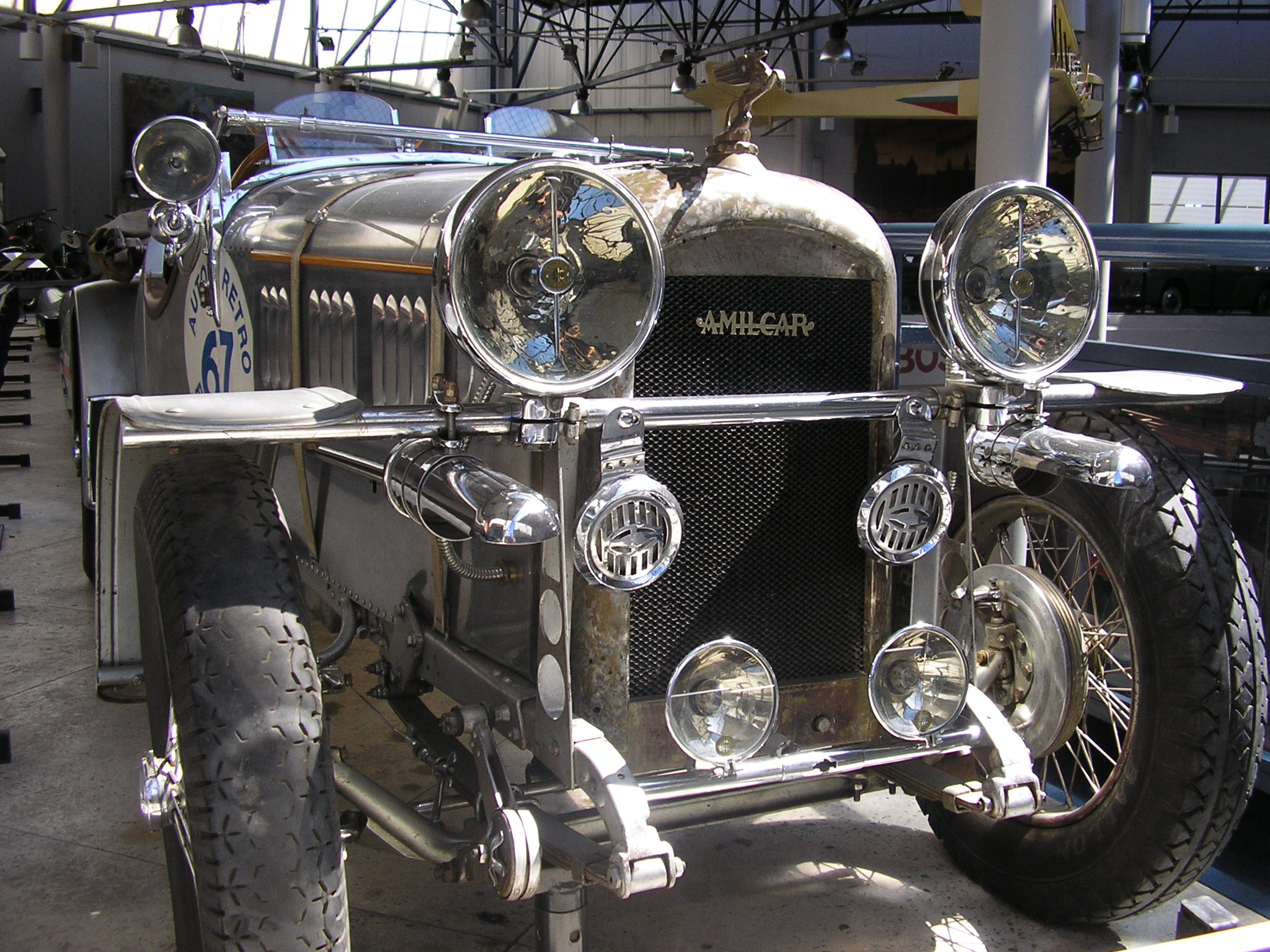
Amilcar CGS (1924)

Amilcar var ett franskt bilmärke, som tillverkade sportbilar åren 1921-1939. 1937 genomfördes en sammanslagning med Hotchkiss.

## Modeller
- 1922 Amilcar CC
- 1922 Amilcar C4
- 1923 Amilcar E
- 1924 Amilcar CGS
- Amilcar CGS-3
- 1925 Amilcar CS
- 1926 Amilcar CGSS
- 1927 Amilcar C6
- 1928 Amilcar M
- 1928 Amilcar C8
- 1930 Amilcar C8 bis
- 1930 Amilcar CS8
- 1934 Amilcar Pégase
- 1938 Amilcar Compound, även känd som B38

## Kuriosa
Dansösen Isadora Duncan omkom i en välkänd bilolycka i en Amilcar 1927.